# Psolidae
Psolidae (лат.) — семейство морских беспозвоночных из типа иглокожих (Echinodermata) класса голотурий (Holothuroidea).

## Описание
Это мелкие и неприметные голотурии, обитающие в расщелинах и под валунами. Они имеют «корону» из разветвленных щупалец, известковые пластинки на коже туловища и базальную подошву, способную передвигаться по субстрату. У некоторых родов сверху имеются сосочки, но у видов рода Psolus они отсутствуют.

## Роды
На ноябрь 2023 в семейство включают следующие роды:
- Ceto Gistel, 1848
- Ekkentropelma Pawson, 1971
- Lissothuria Verrill, 1867
- Neopsolidium Pawson, 1964
- Psolidium Ludwig, 1886
- Psolus Oken, 1815

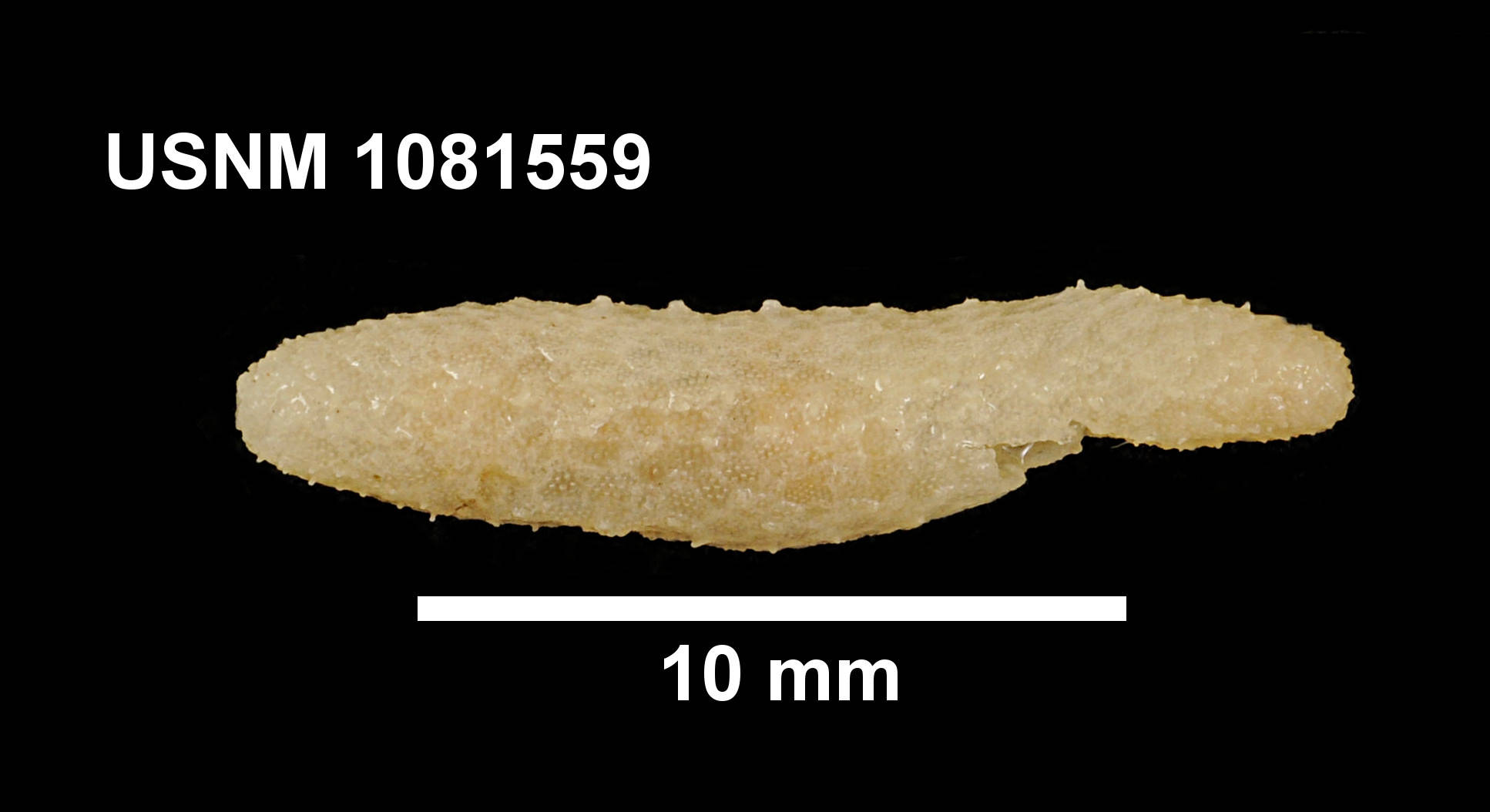
Ekkentropelma brychia
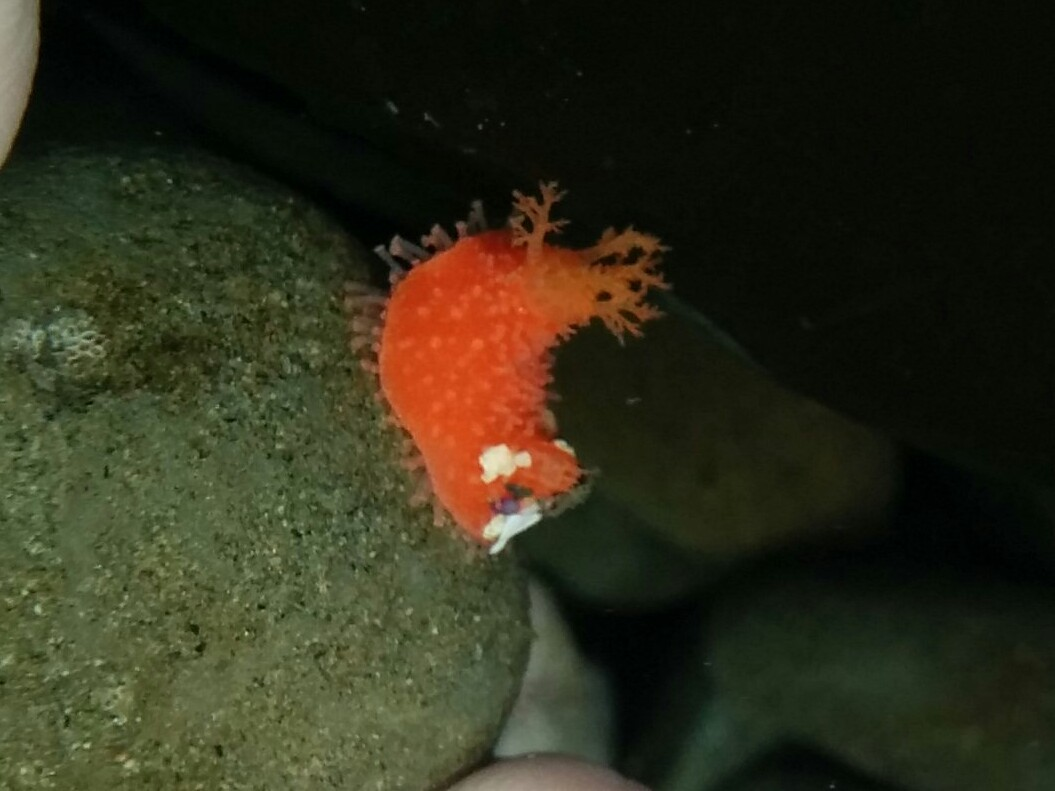
Lissothuria nutriens
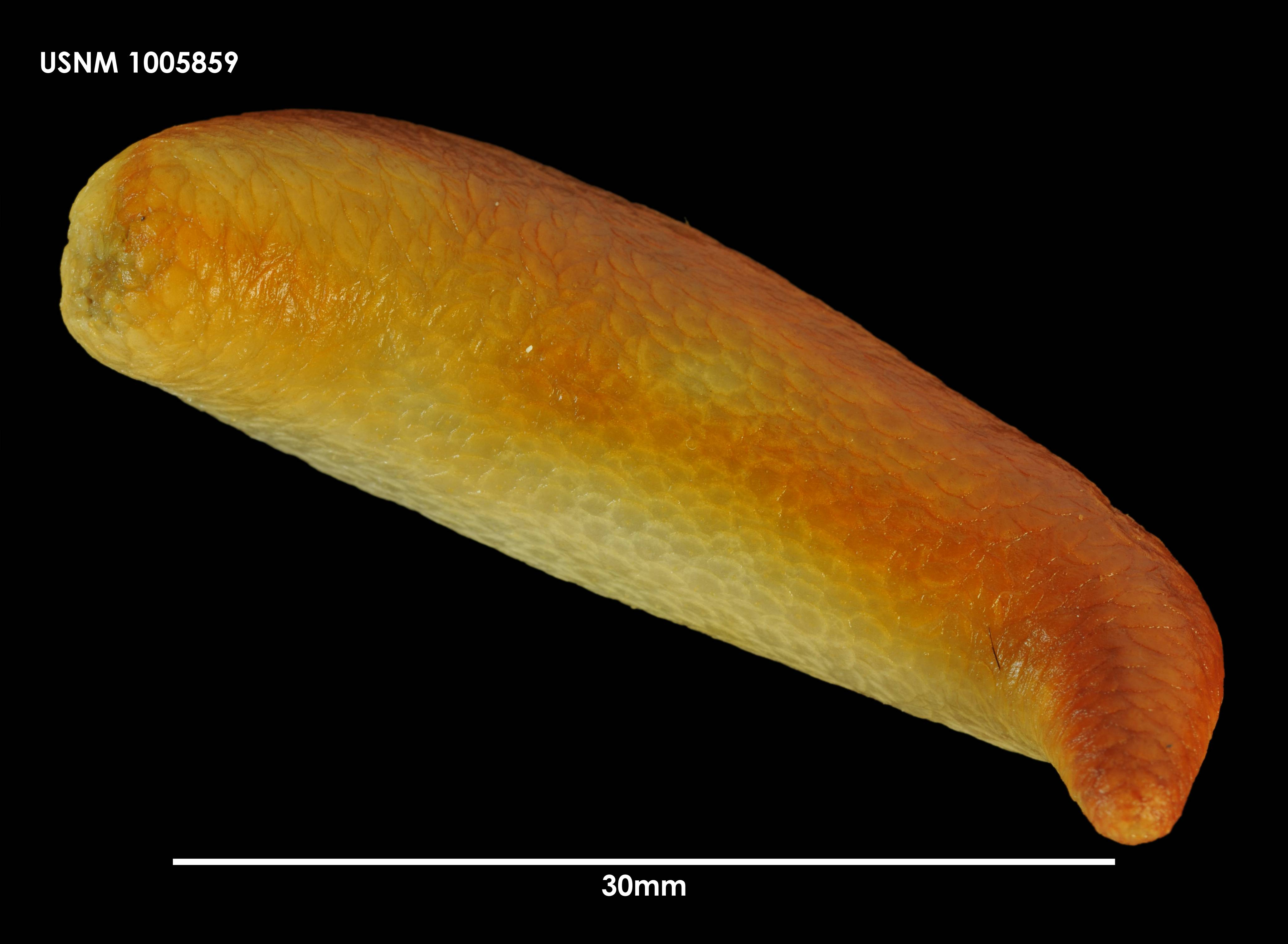
Psolidium tenue
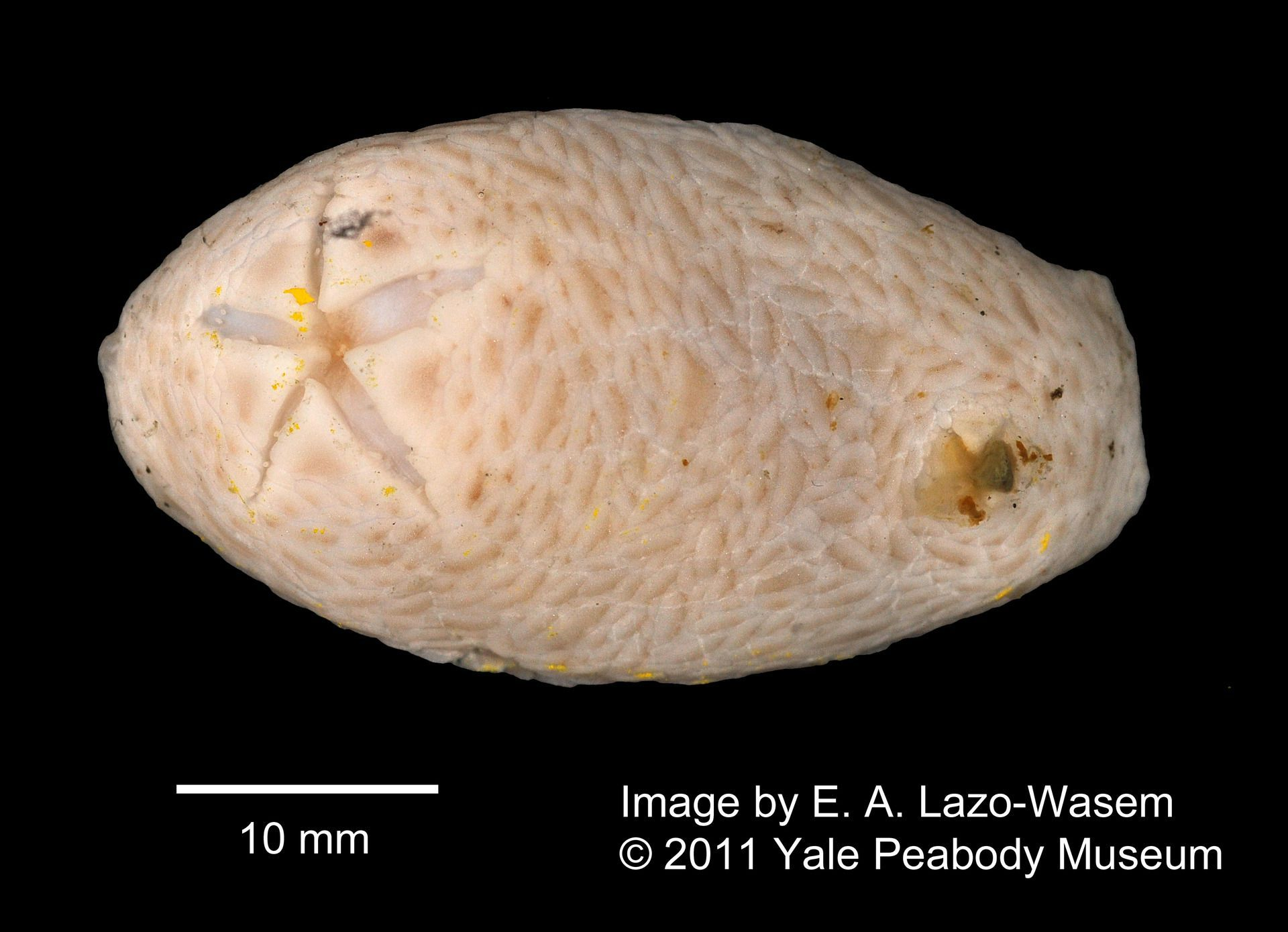
Psolus antarcticus